# Podprogram
Podprogram (anglicky subroutine) je v informatice označení části počítačového programu, kterou je možné opakovaně použít („vyvolat“) v různých místech programu, i z podprogramů. Podprogram může mít parametry, které určují, s jakými daty má pracovat, a může vracet hodnotu použitelnou při jeho vyvolání z výrazu. V některých programovacích jazycích se podprogramy rozlišují na funkce a procedury podle toho, zda vrací hodnotu nebo ne, v mnoha jazycích se pro podprogramy používá jeden z těchto termínů bez rozlišování, zda nějakou hodnotu vracejí. V objektovém programování se podprogramy tříd nazývají metody, v paralelním programování se používají koprogramy, jinde též jako volatelné unity, subprogramy a podobně.
Používání procedur je důležitým nástrojem strukturovaného programování a umožňuje zavádět do programů vyšší míru abstrakce.

## Charakteristika
Používání podprogramů je při programování natolik mocný nástroj, že jej umožňuje naprostá většina programovacích jazyků. Používání podprogramů může vést ke snížení nákladů na údržbu rozsáhlých projektů a zároveň zvyšovat jejich kvalitu a spolehlivost. Podprogramy jsou často sdružovány do knihoven, které se zaměřují na určitou oblast (například práce s grafikou, zvukem, šifrování a podobně). Knihovny usnadňují sdílení a prodej kódu. Objektově orientované programování přidružilo podprogramy k datům (tj. metody jsou součástí objektů nebo tříd).
Podprogram může mít parametry (také označované za „argumenty“ jako v matematice), tedy při volání zadávané vstupní hodnoty podprogramu, které udávají, s jakými hodnotami má pracovat. Podprogram může vracet návratovou hodnotu.

## Motivace
Důvody pro členění programu na podprogramy jsou různé:
- rozklad složitých problémů na jednodušší, nebo v případě rekurze menší
- odstranění opakování kódu v programu, a díky parametrům jeho zobecnění
- umožňuje znovupoužití v jiných programech, obvykle formou modulů nebo knihoven
- rozvržení projektu mezi více programátorů
- odstínění detailů implementace od konkrétního použití funkce

## Návratová hodnota
Některé jazyky, jako Pascal, Fortran, Ada striktně rozlišují dva druhy podprogramů – funkce a procedury. Jiné jazyky (C, Lisp) takto striktně různé druhy podprogramů nerozlišují a používají buď jen jeden z uvedených názvů nebo je pokládají za synonyma. Podle toho lze rozlišit dvě hlavní skupiny podprogramů:
- procedura – podprogram, který nevrací výslednou hodnotu a volá se jako příkaz,
- funkce – podprogram, který vrací hodnotu a lze jej volat ve výrazu.

Výsledek a chování programové funkce na rozdíl od funkce v matematice se chová odlišně. To spočívá ve dvou projevech:
- nemusí záviset jen na jeho parametrech a při volání se stejnými parametry může podprogram vracet jiné návratové hodnoty. Důvodem je, že při svém provádění může pracovat i s jinými daty, z jiných zdrojů, než se zadávanými parametry a provádět s nimi vstupní nebo výstupní operace; nejběžnějším příkladem takových vstupů jsou změřené hodnoty nebo čas počítače
- obdobně návratová hodnota zdaleka nemusí být jeho jediným výsledkem, ale má i vedlejší účinek, může měnit i jiné hodnoty, než jen vrácené do výrazu, ve kterém byla funkce volána, například hodnoty ovlivňující vzhled zobrazení.

## Parametry podprogramu
Podle toho, jestli se parametry vyskytují v definici nebo volání podprogramu, rozlišujeme:
- formální parametry – jsou parametry použité v definici podprogramu; umožňují specifikovat, jakého datového typu jsou jednotlivé parametry podprogramu, a jaké operace se s nimi uvnitř podprogramu provádějí
- skutečné parametry (argumenty) – jsou to parametry (výrazy nebo proměnné) použité ve volání funkce; některé programovací jazyky dovolují funkce s proměnným počtem parametrů

Skutečné parametry se zpracují (viz dále) a přiřadí nebo navážou na formální parametry, se kterými pracuje tělo podprogramu.

### Předávání parametrů
Podle vztahu formálního a skutečného parametru rozlišujeme různé metody předávání (neboli volání) parametrů:
volání hodnotou (call by value)
volající provede vyhodnocení výrazu zadaného jako argument funkce a výslednou hodnotu předá příslušnému formálnímu parametru
volání odkazem (call by reference)
volající předá v argumentu funkce ukazatel nebo referenci na proměnou; funkce může obsah této proměnné nejen číst, ale i modifikovat (viz vedlejší účinek)
volání výsledkem (call by result)
při vstupu do funkce má proměnná odpovídající formálnímu parametru nedefinovanou hodnotu; funkce ji může používat jako lokální proměnnou; při skončení funkce se její hodnota předá skutečnému parametru
volání hodnotou a výsledkem (call by value and result)
formální parametr se chová jako lokální proměnná, které se při vstupu do funkce předá hodnota argumentu funkce a při výstupu se předá hodnota zpátky; chování je velmi podobné jako u volání odkazem; rozdíl se projeví, pokud funkce s proměnnou, která se používá jako skutečný parametr, pracuje i přímo
volání jménem (call by name)
výraz v argumentu funkce se nevyhodnocuje a předá se do funkce tak jak je; ve funkci se může tento argument vyhodnocovat vícekrát; používá se ve funkcionálních jazycích a ve skriptovacích jazycích vyžívajících textové nahrazování; v kompilovaných jazycích jde o anachronismus; nejčastější použití je u symbolických maker;
Většina programovacích jazyků má jenom část z uvedených metod volání parametrů (nejčastěji volání hodnotou plus jednu z metod volání odkazem, volání hodnotou a výsledkem a volání jménem). V definici funkce se uvádí, jaký způsob volání se má použít pro každý parametr. U některých typů lze vybrat jen některé metody, například pole se obvykle předává odkazem.

## Rekurzivní funkce
Funkci nazveme rekurzivní pokud v jejím těle zavoláme tutéž funkci, tj. funkce volá sama sebe, je zacyklená. Rekurzivní funkce se v programování používá ke zjednodušení složitějších algoritmů. Nesprávné užití rekurze může způsobit velkou spotřebu paměti a velkou spotřebu času procesoru. Příkladem použití rekurzivní funkce může být algoritmus výpočtu faktoriálu.

## Přetížení funkce
Přetížení funkce (anglicky overloading) znamená deklarovat více funkcí pod stejným názvem lišících se ve struktuře seznamu parametrů (počet, datový typ). Při volání funkce překladač analyzuje parametry a podle toho určí odpovídající funkci. Přetížení se týká i návratové hodnoty, překladač analyzuje typ požadované návratové hodnoty na levé straně přiřazovacího operátoru = a podle toho vybere příslušnou funkci.

## Ukázky

### Jazyk C a C++
Jazyk C všechny podprogramy nazývá funkce. Pro vyjádření, že funkce nevrací žádnou hodnotu a nemá žádné parametry se používá klíčové slovo void:
```
void
 
funkce1
(
void
)
 
{
 
/* nějaký kód */
 
}

```

Tato funkce nevrací hodnotu a je volána: funkce1();
```
int
 
funkce2
(
void
)

  
{
 
return
 
5
;
 
}

```

Tato funkce navrací hodnotu (číslo 5) a funkci můžeme zavolat jako část příkazu: x + funkce2()
```
char
 
funkce3
 
(
int
 
cislo
)

  
{
 
char
 
rada
[]
 
=
 
{
'P'
,
'U'
,
'S'
,
'C'
,
'P'
,
'S'
,
'N'
};

    
return
 
rada
[
cislo
];

  
}

```

Tato funkce konvertuje číslo mezi 0 a 6 na počáteční písmeno dne v týdnu. Ukázka: 0 → 'P', 1 → 'U', …, 6 → 'N'.
Výsledek volání funkce může být přiřazen proměnné:
char pismeno_dne = funkce3(cislo);.
```
void
 
funkce4
 
(
int
*
 
ukazatel_na_promennou
)

  
{
 
(
*
ukazatel_na_promennou
)
++
;
 
}

```

Tato funkce nevrací žádnou hodnotu, ale modifikuje proměnnou, jejíž adresa je zadána v parametru funkce. Funkci lze volat:
funkce4(&promenna);.
```
int
 
(
*
funkce5
(
double
 
(
*
F
)(
long
 
b
),
 
int
 
(
*
f
)(
void
*
 
c
)))
 
(
void
 
*
 
v
);

```

Tento řádek deklaruje funkci funkce5 (bez těla, jedná se o predeklaraci), která vrací ukazatel na funkci vracející integer a mající parametr typu nespecifikovaný ukazatel a má dva parametry: první je ukazatel na funkci vracející double (reálné číslo s dvojitou přesností) s parametrem typu long („dlouhé“ celé číslo), druhý je opět ukazatel na funkci, a to stejného typu jako funkce vracená, tedy vracející integer a mající parametr typu nespecifikovaný ukazatel.
Podobné zápisy se v běžných programech vyskytují zřídka, protože bývají zpřehledněny pomocí typedef. Mohou se ale vyskytnout v chybové hlášce překladače nebo v automaticky generovaném zdrojovém kódu. Ekvivalentní definice pomocí typedef zní:
```
typedef
 
double
 
F1
(
long
);

typedef
 
int
 
F2
(
void
 
*
);

F2
 
*
 
funkce5
(
F1
*
,
F2
*
);

```

### Jazyk PHP
V netypovaných programovacích jazycích jako PHP je zápis funkce jednodušší: neuvádí se typy argumentů, jen názvy:
```
function
 
funkce1
(
$a
,
$b
)
 
{

  
return
(
$b
[
'num'
]
-
$a
[
'num'
]);

}

```

Funkce předpokládá, že oba její argumenty jsou asociativní pole obsahující prvek num a vrátí rozdíl těchto prvků. Podobné funkce se často používají jako callback pro řazení, tedy předají se jako argument řadící funkci a ta je opakovaně volá na dvojice prvků řazeného pole.